# Corydalis macrantha
Corydalis macrantha là một loài thực vật có hoa trong họ Anh túc. Loài này được (Regel) Popov mô tả khoa học đầu tiên năm 1937.